# Tornado alley van Europa

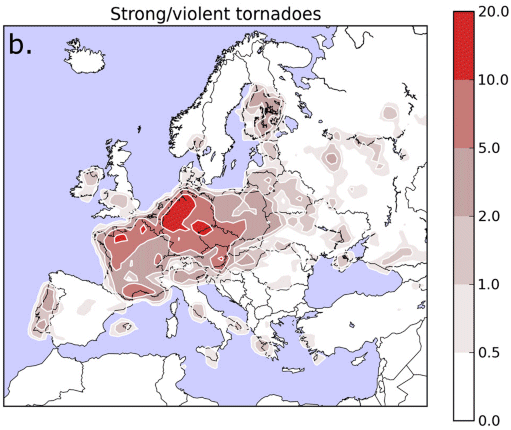
Tornado's in Europa

De Tornadosteeg of tornado alley van Europa is een gebied in Europa waar relatief veel tornado's voorkomen. Deze tornado's zijn qua weersverschijnselen niet zo extreem als in de Amerikaanse Tornado Alley. West-Europese tornado's hebben vaak de vorm van een water- of een windhoos die relatief weinig schade aanricht.

## Gebied
Het gebied waar relatief veel tornado's voorkomen strekt zich uit van het zuidwesten van Frankrijk tot het noordoosten van Duitsland. Het gebied ligt naast Frankrijk en Duitsland eveneens in Zwitserland, Luxemburg, België en Nederland.

### Nederland
De meeste tornado's die in Nederland voorkomen zijn F0 of een F1 op de Schaal van Fujita. Sinds het bijhouden van de sterktes van de tornado's zijn er in Nederland (tot oktober 2019) slechts twaalf met de kracht van F2 geweest, drie keer F3 en drie keer F4.

### Luxemburg
In augustus 2019 ontstond er in Bascharage en Pétange een zware tornado die ervoor zorgde dat zo'n 100 huizen onbewoonbaar werden en er 19 mensen gewond raakten. Deze tornado werd geclassificeerd als een F2 op de Schaal van Fujita.

## Weersomstandigheden
In het gebied komt er vanuit het zuiden hete lucht vanaf het Middellandse Zeegebied, vanuit het westen komt er koelere lucht vanaf de Golf van Biskaje en de Atlantische Oceaan en vanuit het Iberisch Schiereiland komt er een Spaanse pluim (zeer warme en droge lucht). De combinatie van deze luchtmassa's zorgt samen voor een ideale omgeving waar windhozen kunnen ontstaan.
In de atmosfeer is er latente onstabiliteit aanwezig die vaak veroorzaakt wordt met verschillende luchtmassa's die verschillende temperaturen hebben. Hierdoor ontstaan er zware buien. Daarnaast dient er ook sprake te zijn van windschering, waardoor er in een bui een roterende beweging ontstaat. In de juiste omstandigheden ontstaan er aan de onderzijde van de bui uitzakkingen die lucht vanaf de grond aanzuigt.